# Dick Ebersol

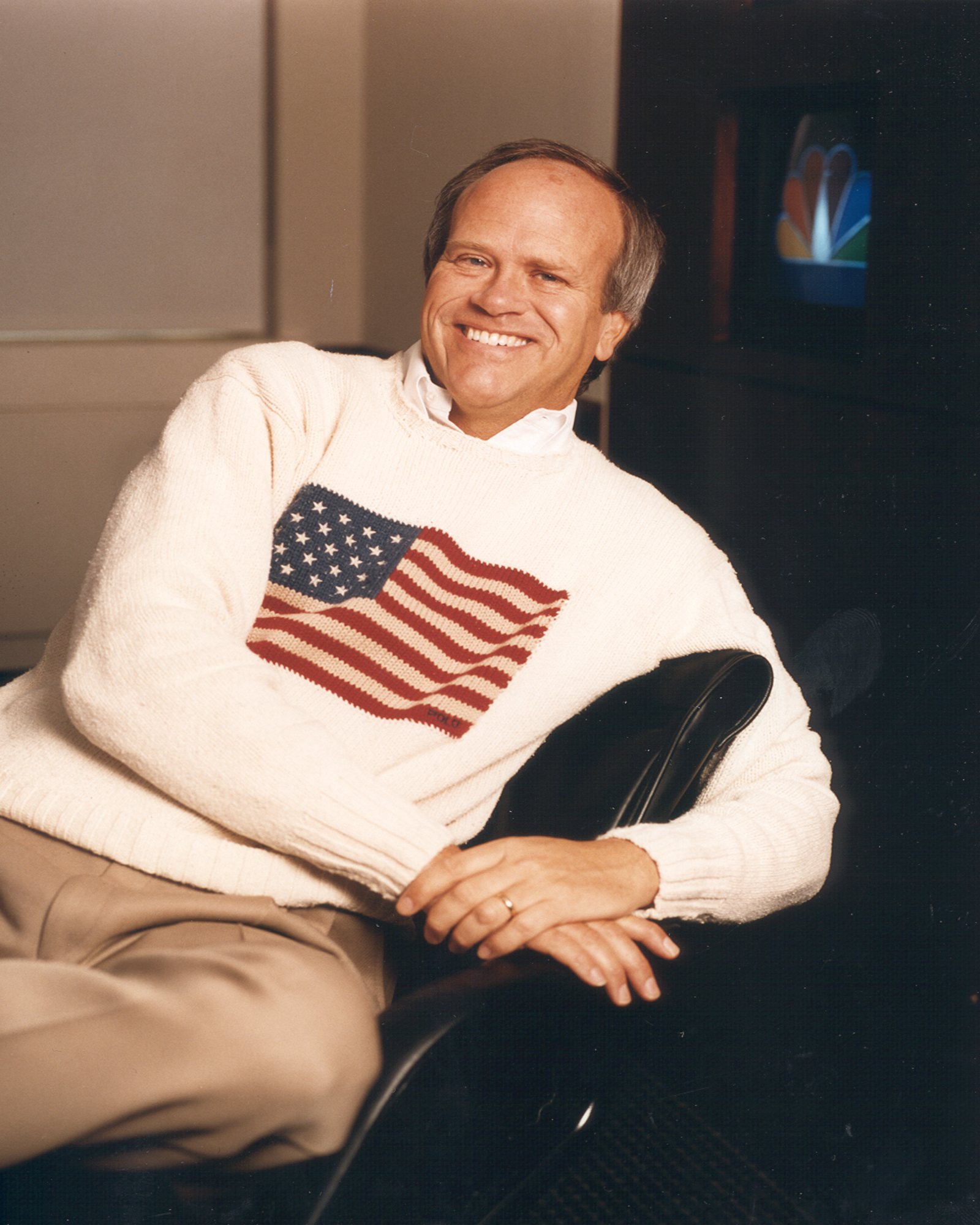
Dick Ebersol

Richard „Dick“ Ebersol (* 28. Juli 1947 in Torrington, Connecticut) ist eine Radio- und Fernsehpersönlichkeit.

## Leben
1967 unterbrach er sein Yale-Studium, um für ABC-Sportchef Roone Arledge als Olympia-Rechercheur zu arbeiten. Er erhielt seinen Bachelor-Abschluss von der Yale University im Jahr 1971.
1974 wechselte Ebersol zu NBC, wo er 1975 die Sendung Saturday Night Live entstehen ließ. 1989 wurde er Präsident von NBC Sports.
Ebersol ist seit 1981 mit der Schauspielerin Susan Saint James verheiratet, die beiden hatten drei gemeinsame Kinder, zwei weitere Kinder wurden von Saint James mit in die Ehe gebracht.
Am 28. November 2004 wurde Ebersol bei einem Absturz eines Charterflugzeug in Montrose, Colorado schwer verletzt. Bei dem Flugunfall starben Kapitän und Copilot der Bombardier CL-601.
Einer von Ebersols Söhnen, Edward „Teddy“ Ebersol (geboren am 10. Juni 1990), wurde nach dem Absturz vermisst – später wurde sein Leichnam gefunden.
Teddy wurde die 14. Episode der 4. Staffel von Scrubs – Die Anfänger, einer amerikanischen Sitcom gewidmet.
Die geplante Flugroute führte vom Montrose Regional Airport nahe dem Telluride-Ski-Gebiet nach South Bend, Indiana. In South Bend besuchte Ebersols Sohn Charles die Notre Dame High School. Charles überlebte den Absturz.
Das Flugzeug stürzte beim Start ab, weil die Tragflächen nicht enteist waren.